# 空桶参
空桶参（学名：Soroseris erysimoides）是菊科绢毛苣属的植物。分布于尼泊尔、不丹以及中国大陆的西藏、陕西、四川、甘肃、青海、云南等地，生长于海拔3,300米至5,500米的地区，多生于草甸、高山灌丛、流石滩以及碎石带，目前尚未由人工引种栽培。

## 异名
- Soroseris hookeriana (C. B. Clarke) Stebb. ssp. erysimoides (Hand.-Mazz.) Stebb.